# 黒森トンネル
黒森トンネル（くろもりトンネル）は、福島県郡山市から会津若松市に至る道路トンネルである。

## 概要
- 全長：978m
- 全幅(車道)：11.75(6.5)m
- 有効高：4.7m
- 最急勾配 : 1.9%
- 最小半径 : 1300m
- 工法：NATM工法（上半先進ベンチカット工法）
- 竣功：2003年9月[1]
- 施工：陰山組・共立土建・昭和特定建設工事共同企業体

郡山市湖南町赤津から会津若松市湊町原にいたり、国道294号を通す。黒森峠を超える急勾配、急カーブの続く区間の解消のため、国道改築事業として1998年度より建設された。1999年3月29日に起工式が行われ、2002年11月1日に貫通、2003年11月30日に供用が開始された。総工費は38億円。
トンネルの上部には峠の鞍部が望める。旧道はヘアピンカーブが続き、歩道こそ整備されていなかったが、大型車の往来には十分な幅員を有していた。冬季閉鎖が行われる路線であったため、路線バスも運休をしていた。それ以前の旧会津本街道、白河街道時代はそのヘアピンカーブをショートカットし直登するコースであったため、上からロープが垂らされていたという。付近の勢至堂トンネルの開通とともに、県南地方と会津地方の連絡がより容易になった。